# Euproctis antiphates
Euproctis antiphates är en fjärilsart som beskrevs av George Francis Hampson 1893. Euproctis antiphates ingår i släktet Euproctis och familjen tofsspinnare. Inga underarter finns listade i Catalogue of Life.